# Baia di Davis
La baia di Davis è una baia larga circa 19 km  situata sulla costa di Clarie, nella parte orientale della Terra di Wilkes, in Antartide. All'interno della baia, i cui confini sono costituiti da capo Cesney, a ovest, e dall'isola Lewis, a est, si gettano diversi ghiacciai, tra cui il Dibble.

## Storia
La baia di Davis è stata scoperta durante la spedizione Aurora, svoltasi dal 1911 al 1914 e comandata da Douglas Mawson, ed è stata così battezzata da quest'ultimo in onore di John King Davis, comandante dell'Aurora, la nave utilizzata nella spedizione, e secondo in comando dell'intera spedizione.